# Општина Брезница-Окол
Општина Брезница-Окол (рум. Comuna Brezniţa-Ocol) је општина у Румунији у округу Мехединци.
Oпштина се налази на надморској висини од 229 m.

## Становништво и насеља
Општина Брезница-Окол је по броју становника пета највећа општина у округу Мехединци. На попису 2011. године имала је 3.859 становника, за 264 (6,40%) мање од претходног пописа 2002. године када је било 4.123 становника. Већину становништва чине Румуни.
| Етнички састав према попису из 2011.‍ | Етнички састав према попису из 2011.‍ | Етнички састав према попису из 2011.‍ | Етнички састав према попису из 2011.‍ | Етнички састав према попису из 2011.‍ |
| ------------------------------------ | ------------------------------------ | ------------------------------------ | ------------------------------------ | ------------------------------------ |
|                                      |                                      |                                      |                                      |                                      |
| Румуни                               | Румуни                               |                                      | 3.719                                | 96,37%                               |
| Роми                                 | Роми                                 |                                      | 40                                   | 1,04%                                |
| Срби                                 | Срби                                 |                                      | 1                                    | 0,03%                                |
| Остали                               | Остали                               |                                      | 5                                    | 0,13%                                |
| Непознато                            | Непознато                            |                                      | 94                                   | 2,44%                                |

### Насеља
Општина се састоји из 4 села:
| Насеље                | Изворни назив | Бр. ст. (2002) | Бр. ст. (2011) |
| --------------------- | ------------- | -------------- | -------------- |
| Брезница-Окол         |               | 1.864          | 1.716          |
| Жидоштица             |               | 1.022          | 880            |
| Магеру                |               | 959            | 1.055          |
| Шушица                |               | 278            | 208            |
| Општина Брезница-Окол |               | 4.123          | 3.859          |

### Хронологија
| Година       | 1992 | 1993 | 1994 | 1995 | 1996 | 1997 | 1998 | 1999 | 2000 | 2001 | 2002 | 2003 | 2004 | 2005 | 2006 | 2007 | 2008 | 2009 | 2010 | 2011 | 2012 | 2013 | 2014 | 2015 | 2016 | 2017 |
| ------------ | ---- | ---- | ---- | ---- | ---- | ---- | ---- | ---- | ---- | ---- | ---- | ---- | ---- | ---- | ---- | ---- | ---- | ---- | ---- | ---- | ---- | ---- | ---- | ---- | ---- | ---- |
| Становништво | 4125 | 4114 | 4074 | 4040 | 4026 | 4010 | 4006 | 4013 | 4043 | 4016 | 4043 | 4087 | 4090 | 4050 | 4022 | 4015 | 4026 | 4026 | 4033 | 4026 | 3991 | 4020 | 4008 | 4007 | 4011 | 3981 |